# 威廉·佩利 (哲学家)
威廉·佩利（英語：William Paley，1743年7月—1805年5月25日），英国牧師、基督教辨惑学者、哲学家、功利主义者。著作有《自然神学：从自然现象中收集的关于神性存在和其属性的证据》（运用了钟表匠类比）、《道德与政治哲学原理》。

## 生平
威廉·佩利在1763年毕业于剑桥大学基督学院，并留校讲授形而上学和伦理学。1767年起，佩利成为一名牧师，其后历任卡莱尔教区会吏长等教职。